# David Maulli
David Maillu (19 oktober 1939), soms onder het pseudoniem Vigad G. Mulila, is een Keniaans politicus, uitgever en een van de meest gepubliceerde schrijvers in Afrika. Hij werkte ook als grafisch ontwerper bij het radiostation Voice of Kenya.

## Werk (selectie)
- 1973: Unfit for Human Consumption [4] was zijn eerste 'mini-novelle', Comb Books.
- 1973: My Dear Bottle (in het Engels, er is een vertaling in het Swahili), Comb Books.
- 1974: Troubles, nog een mini-novelle, Comb Books.
- 1974: na 04.30 uur, Comb Books.
- 1976: The Kommon Man.
- 1979: Kadosa, David Maillu Publishers Ltd.
- 1979: Yes Christ, toneel, David Maillu Publishen Ltd.
- 1980: For Mbatha and Rabeka,
- 1980: Equatorial Assignment.
- 1980: Hit of Love, gedicht in 100 pagina's (Engels-kamba).
- 1983: Kaana Ngy'a, een kinderboek in Kamba.
- 1986: The Ayah (de meid), over de onderdrukking van vrouwelijke huishoudsters in Kenia.
- 1988; Our Kind of Polygamy, over Keniaanse waarden en identiteit, EAN: 9789966463814
- 1989: The black Adam and Eve.
- 1989: Hoe zoek je de juiste vriend (Hoe zoek je de goede vriend).
- 1989: POBox I Love You via My Heart, over interraciale liefde tussen zwarte en blanke mensen.
- 1989: Kusoma na Kuandika, een kinderboek over schrijven en lezen in het Swahili.
- 1989: Zonder Kiiuna Mgongo, over de mengtaal van Swahili en Engels, gesproken door enkele rijke en invloedrijke Kenianen.
- 1991: Broken drum, over de geschiedenis van het Kamba-volk. Dit boek won de Jomo Kenyatta Literatuurprijs in 1992.

Hij gelooft dat zijn literaire werken allerlei karakters bevatten die de echte samenleving vertegenwoordigen: luidruchtige, immorele, seksistische, corrupte mensen en prostituees. Als christen wou hij deze mensen in zijn boeken een rol laten spelen, om hun gedrag nadien af te keuren.
Hij schrijft in verschillende talen: Engels, Swahili en Kamba, zijn moedertaal. Tussen 1982 en 1985 schreef hij geen enkel boek in het Engels. Hij is schrijver van kinderboeken (tientallen titels), waarvan er vele worden aanbevolen in de boekenlijst voor Keniaanse scholen. De boeken van Maulli zijn ook terug te vinden op de website van Goodreads.

## Politiek
In 2007 startte hij zijn politieke partij - de Democratische Volkspartij van Kenia (CDK) - en werd presidentskandidaat. Als politicus erkent hij dat Kenianen tribaal zijn belast, maar hij hoopt dat mensen weten hoe ze leiders moeten kiezen voor wie nationale integratie belangrijker is dan hun eigen stam/volk. Hij verdedigt Afrikaanse waarden tegen racistische berichtgeving in de Westerse pers. Maillu zou een cultureel afgeleid leiderschap willen voorstellen, gebaseerd op inheemse tradities en het zorg dragen voor zijn medeburgers in African Indigenous Political Ideology: Africa’s Cultural Interpretation of Democracy (1997).

## Privé
In 1971 trouwde hij met een Duitse vrouw uit Berlijn.